# Helius (Helius) morosus
Helius (Helius) morosus is een tweevleugelige uit de familie steltmuggen (Limoniidae). De soort komt voor in het Afrotropisch gebied.